# Kia Borrego
Der Kia Borrego (in Nordamerika) oder Kia Mohave (in Südkorea, Hangeul: 기아 모하비) ist ein Pkw-Modell des südkoreanischen Automobilherstellers Kia Motors. Es handelte sich dabei um ein Luxus-Sport Utility Vehicle voller Größe. Erstmals präsentiert wurde das Serienmodell Anfang Januar 2008 auf der Detroit Motor Show. Im Modellprogramm des Herstellers war der Wagen oberhalb des Kompakt-SUV Sportage und des Kia Sorento angesiedelt.
Das in Hwaseong (Südkorea), Kaliningrad (Russland) und Ust-Kamenogorsk (Kasachstan) produzierte Fahrzeug wurde hauptsächlich für den amerikanischen Markt konzipiert, der es jedoch nicht im geplanten Maß annahm. In Europa wurde es nicht angeboten, da hier das Schwestermodell Hyundai ix55 angeboten wurde, das jedoch weniger geländegängig ist.

## Modellgeschichte
Während der Entwicklung hatte das siebensitzige Modell den internen Codenamen HM. Benannt wurde es in Nordamerika schließlich nach dem Anza-Borrego Desert State Park in Kalifornien. Der Name Mohave bezieht sich auf die gleichnamige Wüste im selben Bundesstaat, in der sich das amerikanische Testgelände des Herstellers befindet. Das Design des Borrego wurde von der 2005 ebenfalls in Detroit gezeigten Studie Kia KCD II Mesa abgeleitet.
Auf dem Heimatmarkt in Korea begann der Verkauf im Januar 2008, in den USA und auf den weiteren Exportmärkten inmitten desselben Jahres, jeweils als Modelljahr 2009. Genau ein Jahr lang war das Modell dann in den USA zu Grundpreisen von 26.245 bis 32.995 US-$ erhältlich. Nach unerwartet niedrigen Verkaufszahlen wurde dort jedoch kein Modelljahr 2010 aufgelegt. In den anderen Märkten Südkorea, einigen Ländern Südamerikas, Osteuropas und des Mittleren Ostens war das Fahrzeug aber bis 2024 weiter im Verkauf.
Zum Modelljahr 2016 bekam der Borrego ein Modellpflege. Das Außendesign wurde angepasst und verschiedene Sicherheitssysteme hinzugefügt, wie eine 360°-Kamera oder ein Spurhalteassistent. Der 3,0 Liter V6 Dieselmotor erfüllt nun die Abgasnorm Euro 6.
Die zweite Modellpflege erfolgte zum Modelljahr 2020. Das Design wurde an die aktuellen Kia-Modelle angepasst und das Interieur umfassend überarbeitet. Der Borrego wurde seitdem nur noch mit dem Dieselmotor angeboten.

## Technik

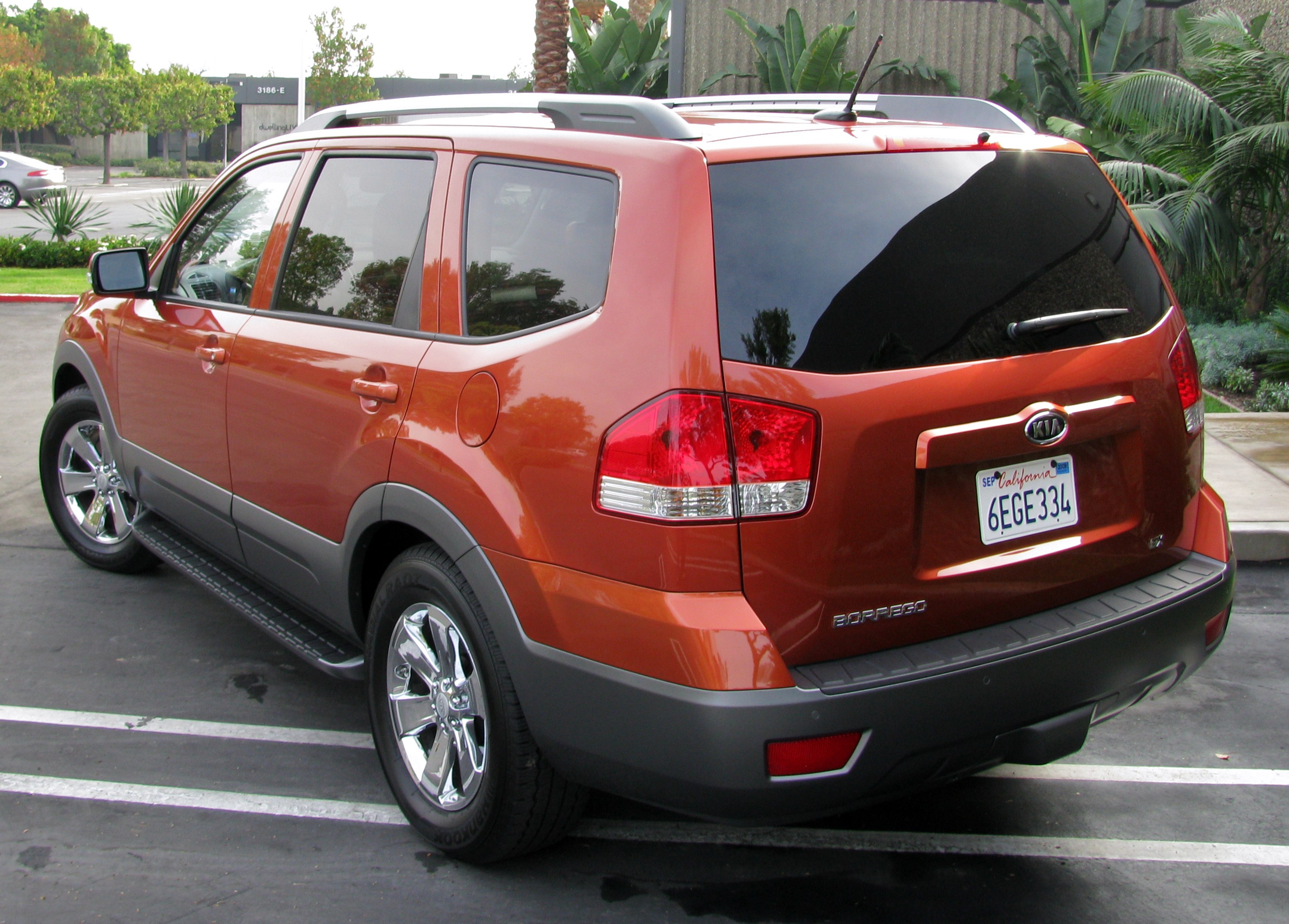
Heckansicht

Die Karosserie des heck- oder allradgetriebenen Wagens sitzt auf einem Leiterrahmen, der Geräusche und Vibrationen vom Innenraum fernhalten soll. Außerdem sollen die verwendete Einzelradaufhängung und das Gewindefahrwerk mit adaptiver Luftfederung sowohl auf Asphalt wie auch im Gelände für besseren Fahrkomfort sorgen. Die Getriebeuntersetzung und Bergabfahrhilfe unterstreichen die Geländeorientierung, die zusammen mit der dritten Sitzreihe für ein amerikanisches „full size SUV“ typisch sind und die in der zweiten Generation des Sorento um Leiterrahmen und Untersetzung reduziert wurde.
Außer einem 3,8-Liter-Lambda-II-V6-Ottomotor mit 203 kW (276 PS) war in Nordamerika auch der erste von Hyundai/Kia entwickelte 4,6-Liter-Tau-V8-Motor mit 250 kW (340 PS) erhältlich. Den V8 gab es auch zusammen mit einem neuentwickelten Sechsstufen-Automatikgetriebe. Er wurde zugunsten besserer Zugfähigkeiten mit einer flacheren Leistungskurve ausgestattet. Die zulässige Anhängelast reicht von 2,3 mit dem V6-Motor bis 3,4 Tonnen mit dem V8. Der Hersteller gibt eine Garantie von 10 Jahren oder 100.000 gefahrener Meilen auf den Antriebsstrang. Bis auf in Nordamerika wird der Wagen auch von einem 3,0-Liter-V6-Dieselmotor der S-Reihe mit 184 kW (250 PS) angetrieben.
Die Ausstattung des Borrego umfasst ein Audiosystem von Infinity mit Sechsfach-CD-Wechsler und eine Anschlussmöglichkeit für ein externes Audiogerät. Zudem stand als Kia-Neuheit ein Satellitenradio zur Verfügung. Optional ist neben elektrisch verstellbaren Pedalen und einem DVD-Navigationssystem eine Einparkhilfe mit Rückfahrkamera erhältlich.

## Technische Daten

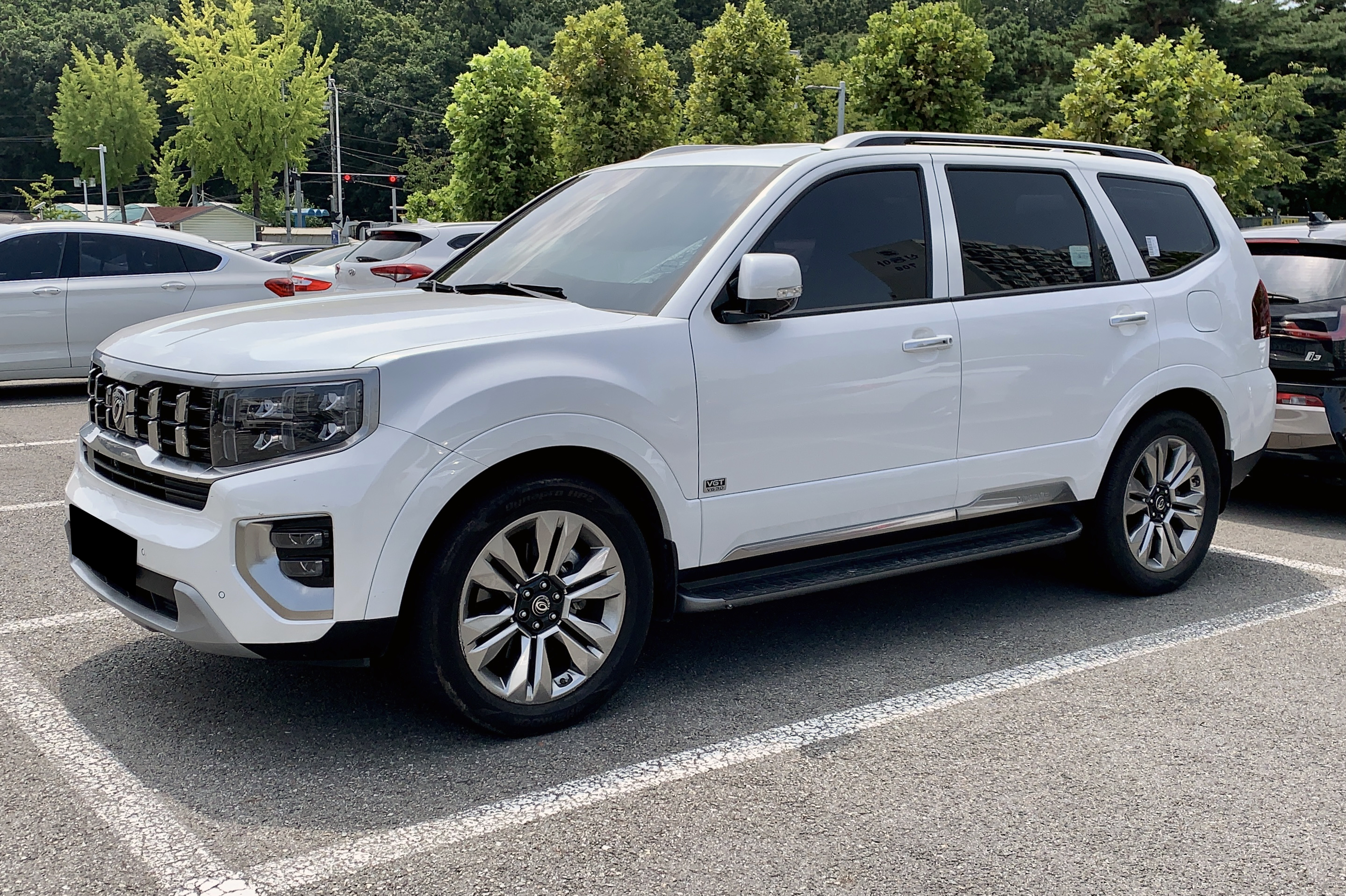
Kia Borrego (2019–2024)

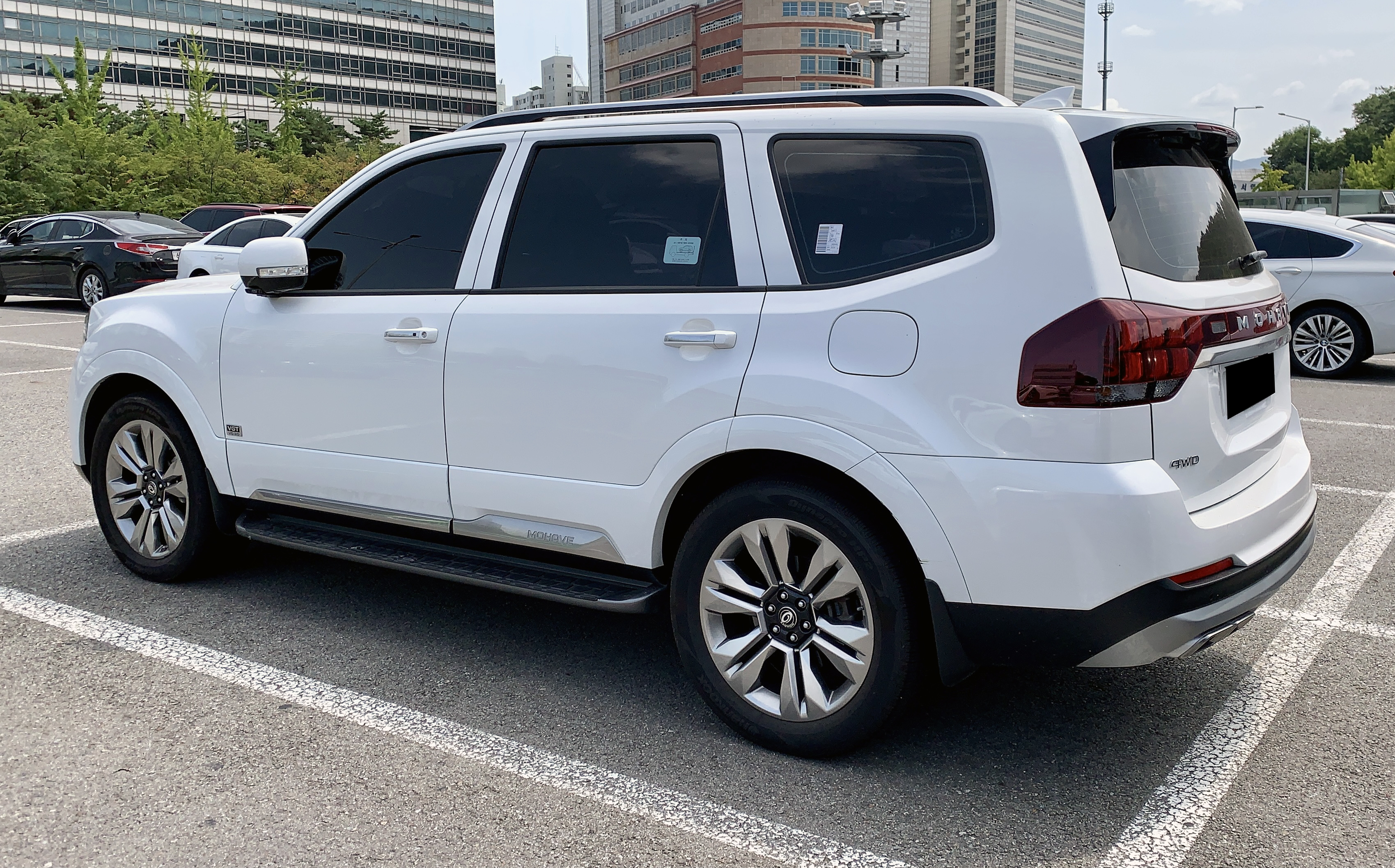
Heckansicht

|                                             | 3.8 V6                   | 4.6 V8                   | 3.0 CRDi                 |
| Bauzeitraum                                 | 2008–2019                | 2008–2010                | 2008–2024                |
| Motorkenndaten                              |                          |                          |                          |
| Motortyp                                    | V6-Ottomotor             | V8-Ottomotor             | V6-Dieselmotor           |
| Hubraum                                     | 3778 cm³                 | 4627 cm³                 | 2959 cm³                 |
| max. Leistung bei min−1                     | 203 kW (276 PS) / 6000   | 250 kW (340 PS) / 6000   | 184 kW (250 PS) / 3800   |
| max. Drehmoment bei min−1                   | 369 Nm / 4400            | 435 Nm / 3500            | 549 Nm / 2000            |
| Kraftübertragung                            |                          |                          |                          |
| Antrieb, serienmäßig                        | Allradantrieb            | Allradantrieb            | Allradantrieb            |
| Getriebe, serienmäßig                       | 5-Gang-Automatikgetriebe | 6-Gang-Automatikgetriebe | 6-Gang-Automatikgetriebe |
| Messwerte                                   |                          |                          |                          |
| Höchstgeschwindigkeit                       | 190 km/h                 | k. A.                    | 190 km/h                 |
| Beschleunigung, 0–100 km/h                  | 8,5 s                    | 7,4 s                    | 8,7 s                    |
| Kraftstoffverbrauch auf 100 km (kombiniert) | 11,6 l Super             | k. A.                    | 9,3 l Diesel             |
| Tankinhalt                                  | 82 l                     | 82 l                     | 82 l                     |